# Валынкин, Игорь Николаевич
Валынкин Игорь Николаевич (род. 16 октября 1942, станция Веребье, Ленинградская область) — советский и российский военачальник, генерал-полковник (1998). Доктор технических наук.

## Биография
Из семьи рабочего. В 1960 году окончил среднюю школу.
В Советской армии с 1960 года. Окончил Серпуховское высшее военное командно-инженерное училище (1962). Служил в Ракетных войсках стратегического назначения, в 62-й Ужурской ракетной дивизии: старший инженер группы, начальник расчёта, начальник отделения, заместитель командира группы, с 1970 года — командир группы.
Окончил командный факультет Военной академии имени Ф. Э. Дзержинского в 1975 году. С 1975 года — заместитель командира ракетного полка по боевому управлению. С 1976 года — командир технической ракетной базы в 41-й Алейской ракетной дивизии 33-й гвардейской Омской ракетной армии. С 1980 года — заместитель командира 57-й ракетной дивизии (Жангизтобе). С апреля 1982 по ноябрь 1984 года — командир 13-й Домбаровский ракетной дивизии Оренбургской ракетной армии (дивизия дислоцировалась в посёлке Домбаровский Оренбургской области), в которой шло перевооружение на ракету Р-36М УТТХ. С 1984 года — заместитель начальника Главного управления эксплуатации ракетного вооружения РВСН. С 1985 по 1987 годы — заместитель командующего 31-й Оренбургской ракетной армией.
Окончил Военную академию Генерального штаба Вооружённых сил СССР в 1989 году. С 1989 года — начальник 6-го Управления РВСН. С апреля 1992 года — первый заместитель начальника 12-го Главного управления Министерства обороны Российской Федерации. Генерал-лейтенант (14.11.1992). С 8 сентября 1997 года — начальник 12-го Главного управления Министерства обороны Российской Федерации. 12-е Главное управление Минобороны России осуществляет руководство эксплуатацией, хранением, обслуживанием, транспортировкой и утилизацией ядерных боеприпасов всех типов и назначения. В 2005 году И. Н. Валынкин заявил, что в 2002 и в 2003 годах имели место попытки чеченских террористов завладеть ядерными зарядами, но обе были пресечены на этапе сбора информации об объектах хранения и перевозках ядерного вооружения. Задержанные были переданы в ФСБ России.
В декабре 2005 года уволен в отставку с действительной военной службы по возрасту. Доктор технических наук.

## Награды
- орден «За военные заслуги» (Российская Федерация);
- орден Красного Знамени (1978);
- орден «За службу Родине в Вооружённых Силах СССР» 3-й степени (1985);
- Медали;
- Лауреат Государственной премии Российской Федерации имени Маршала Советского Союза Г. К. Жукова (2006) в области создания вооружения и военной техники за разработку и внедрение комплексной технологии в области создания образцов вооружения, вносящей значительный вклад в укрепление национальной безопасности и обороноспособности государства;
- Общественные награды, в том числе премия Святого апостола Андрея Первозванного с лентой в 2005 году, орден святого благоверного Дмитрия Донского РПЦ в 2005 году)[7].